# FC Bury
Der FC Bury (offiziell: Bury Football Club) ist ein Fußballverein aus dem nordwestenglischen Bury in Greater Manchester.

## Geschichte
Der Verein wurde 1885 gegründet und spielt seitdem an der Gigg Lane (heute: Planet-U Energy Stadium). 1889 war der FC Bury Gründungsmitglied der Lancashire League, bis der Club 1894 der Second Division beitrat, die schon im ersten Jahr gewonnen wurde. Nach einem Play-off-Sieg gegen den FC Liverpool stieg das Team in die Division One auf.
1900 gewannen die „Shakers“ mit einem 4:0-Sieg über den FC Southampton den FA Cup. 1903 wiederholte der Club diesen Erfolg, wobei im Verlauf des gesamten Pokalturniers kein Tor kassiert wurde. Das Finale wurde mit 6:0 gegen Derby County gewonnen, was immer noch den höchsten Endspielsieg in der Geschichte des FA Cups darstellt.
Der Spitzname „The Shakers“ entstand am 23. April 1892 im Lancashire Cup Finale. Da Bury es mit einem stärkeren Gegner zu tun hatte, sprach der erste Präsident des Clubs J.T. Ingham dem Klub Mut zu, indem er sagte: „We shall shake 'em. In fact we are the Shakers“, übersetzt: „Wir werden sie erschüttern. In der Tat wir sind Erschütterer.“
Der FC Bury hat zahlreiche bekannte Spieler hervorgebracht, wie Dean Kiely, Terry McDermott, Alec Lindsay, Colin Bell, Lee Dixon und Neville Southall.
Im Jahr 2005 gelang es Bury als erstem Fußballclub Englands, in jeder der obersten vier Divisionen 1.000 Tore zu erzielen.
Der FC Bury hat am 10. April 2013 bekannt gegeben, dass er dringend Investoren sucht, die insgesamt 1 Million britische Pfund für den Verein bereitstellen, um das langfristige Überleben des finanziell sehr angeschlagenen Clubs zu sichern.
Während der Saison 2018/19 geriet der Verein erneut in große finanzielle Probleme. Im Januar 2019 hatte Steve Dale den Verein ohne Zustimmung der Football League für die symbolische Summe von £1 von Stewart Day übernommen, und beglich im Februar 2019 Steuerschulden des Klubs. Bereits Anfang April 2019 traten erneut finanzielle Probleme zutage, nachdem keine Gehälter an Spieler und Angestellte überwiesen wurden, auch die folgenden Monate blieben Zahlungen aus. Dennoch schaffte die Mannschaft unter Trainer Ryan Lowe als Vizemeister den Aufstieg in die League One. Trotz einem Schuldenschnitt mittels eines Company Voluntary Arrangements (CVA), das dem Verein zur neuen Saison einen Abzug von zwölf Punkten einbrachte, verweigerte die Football League Bury den Saisonstart, weil der Verein nicht darlegen konnte, wie das CVA eingehalten werden sollte. Nachdem auch die folgenden Wochen kein Nachweis über eine ausreichende finanzielle Deckung erbracht worden war und sich ein Übernahmeinteressent zurückgezogen hatte, wurde der Verein am 27. August 2019 aus der Football League ausgeschlossen.
2019 entstand mit dem AFC Bury ein von Fans gegründeter Nachfolgeverein, der ab 2020 in der North West Counties Football League spielte. Im Sommer 2023 stimmten Mitglieder des AFC Bury und FC Bury einer Verschmelzung zu, seither tritt das Team unter dem Namen FC Bury wieder im Stadion Gigg Lane an.

## Erfolge
- Englische Fußballmeisterschaft
  - Platz 4: 1926
- Football League Second Division
  - Sieger: 1895
  - Vizemeister: 1924
- Football League Third Division
  - Sieger: 1961, 1997
  - Vizemeister: 1968
- Football League Fourth Division
  - Vizemeister: 2011, 2019
  - Dritter: 1996, 2015
  - Aufsteiger: 1974, 1985
- FA Cup
  - Sieger: 1900, 1903
- League Cup
  - Halbfinale: 1962

## Ehemalige Spieler (Auswahl)
- John Aitken
- Colin Bell
- Baichung Bhutia
- Luther Blissett
- Stan Bowles
- William Chalmers
- Lee Dixon
- Martin Dobson
- Derek Fazackerley
- Garry Flitcroft
- Brian Flynn
- Andy Gray
- Colin Kâzım-Richards
- Bruce Grobbelaar
- Dave Hickson
- Dean Kiely
- Alec Lindsay
- Terry McDermott
- Sammy McIlroy
- David Nugent
- Peter Reid
- Neville Southall
- Danny Wilson
- Andrew Keogh
- Paddy Kenny